# معاذ الخوالدة
معاذ الخوالدة (22 أكتوبر 1988 -) هو عداء ماراثون شارك باسم الأردن في دورة الألعاب الأولمبية الصيفية 2024.  يعمل معاذ مديراً مالياً في جامعة برينستون كمدير مالي. وقد اختارته مجلة Runner's World ضمن أفضل 50 شخصية مؤثرة في مجال الجري على مستوى العالم، كما حصل على جائزة الرياضيين المتميزين لعام 2017 من مؤسسة التنمية الرياضية العالمية. وهو خريج معهد نيويورك للتكنولوجيا.